# Aphoebantus squamosus
Aphoebantus squamosus är en tvåvingeart som beskrevs av Daniel William Coquillett 1891. Aphoebantus squamosus ingår i släktet Aphoebantus och familjen svävflugor.
Artens utbredningsområde är Kalifornien. Inga underarter finns listade i Catalogue of Life.